# Gwangju-Mudeung-Stadion
Das Gwangju-Mudeung-Stadion war ein Fußballstadion in der südkoreanischen Stadt Gwangju. Das Stadion wurde am 1. Oktober 1965 eröffnet. Das Stadion wurde 1983 als Austragungsort der K League genutzt. Außerdem wurde das Stadion als Austragungsstätte in den Olympischen Sommerspielen 1988 genutzt.
Am 24. November 2011 starteten die Abrissarbeiten des Stadions. An ihrer Stelle wurde das Gwangju-Mudeung-Baseballstadion errichtet. 